# Christel Loetzsch
Christel Loetzsch (* 1986 in Annaberg-Buchholz) ist eine deutsche Opernsängerin in der Stimmlage Mezzosopran.

## Leben und Wirken
Christel Loetzsch legte das Abitur am Musikgymnasium in Karlsruhe ab. Sie studierte Gesang an der Hochschule für Musik Franz Liszt Weimar bei Ulrike Fuhrmann und Michael Lanskoi und erhielt 2012 ihr Diplom, nachdem sie zwischenzeitlich 2010 einen Studienaufenthalt am Mailänder Conservatorio Giuseppe Verdi verbracht hatte. 2018 absolvierte sie ihren Meisterklassen-Abschluss bei Carola Guber an der Musikhochschule Leipzig. Weitere Impulse erhielt sie in Meisterkursen und Unterricht bei Brigitte Fassbaender, Gwyneth Jones, Manfred Jung und Catherine Foster. Sie war Stipendiatin des Richard-Wagner-Verbandes Weimar, erhielt das Carl-Müllerhartung-Stipendium und das Stipendium des Cantilena-Gesangswettbewerbes der Jungen-Musiker-Stiftung-Bayreuth.
2012 debütierte Loetzsch als Zerlina in Don Giovanni in der Arena di Verona unter der Leitung von Daniel Oren in der Inszenierung von Franco Zeffirelli. 2013 folgte ihr Debüt  an der San Francisco Opera als Dorabella in Così fan tutte unter der Leitung von Nicola Luisotti. Von 2012 bis 2014 war sie Mitglied des Jungen Ensembles der Semperoper Dresden. Dort sang sie unter anderem als Hänsel (Hänsel und Gretel), Rosina (Il barbiere di Siviglia), Cherubino (Le nozze di Figaro) und Oberto (Alcina) sowie in den Neuproduktionen der Opern Simon Boccanegra, L'impresario delle Canarie und Moskau, Tscherjomuschki und arbeitete unter der Leitung von Dirigenten wie Christian Thielemann, Omer Meir Wellber und Constantin Trinks.
2015 wechselte Loetzsch ins Ensemble des Theater Gera-Altenburg mit zahlreichen Rollendebüts, darunter Octavian (Rosenkavalier), Maddalena (Rigoletto), Nancy (Martha), Ljubóff (Mazeppa) und Leokadja Begbick (Aufstieg und Fall der Stadt Mahagonny). 2018 übernahm sie als erste Wagner-Partie die Fricka im Ring des Nibelungen am Landestheater Niederbayern. 2019 sang sie am Brüsseler Opernhaus La Monnaie/De Munt die Rolle einer der drei unheimlichen Schwestern in der Uraufführung der Oper Macbeth Underworld von Pascal Dusapin. 2020 trat sie in der Philharmonie de Paris mit der Titelrolle in Dusapins Oper Penthesilea auf, begleitet vom Orchestre de Paris.
Loetzsch ist Lehrbeauftragte für Gesang an der Hochschule für Musik Franz Liszt in Weimar.

## Diskografie
- Viktor Ullmann: Der Kaiser von Atlantis.  Mit Juliana Zara, Christel Loetzsch, Johannes Chum, Adrian Ernö, Lars Woldt, Tareq Nazmi, Münchner Rundfunkorchester, Dirigent: Patrick Hahn (BR-Klassik; 2022).[10]